# Satyricon (band)
 For alternative betydninger, se Satyricon (flertydig). (Se også artikler, som begynder med Satyricon)
Satyricon er et norsk black metal-band, der blev dannet af Vegard "Wargod" Tønsberg Bakke og Carl-Michael "Exhurtum" Eide i 1990 under navnet Eczema. De to stiftere indspillede dog kun en enkelt demo med bandet, før de forlod det. Den daværende sanger Sigurd "Satyr" Wongraven overtog derefter styringen af bandet, og sammen med trommeslageren Kjetil-Vidar "Frost" Haraldstad har han udgjort bandets line-up siden deres debutalbum fra 1993.
Bandet betragtes som en af pionererne inden for den norske del af den "anden bølge af black metal", som kom frem i begyndelsen af 1990'erne, og bandet har haft tæt samarbejde med flere af de andre større bands i bølgen – bl.a. Darkthrone som Satyr har hjulpet med sangskrivning og produktion samt distribution via sit pladeselskab Moonfog Productions. Omvendt har begge Darkthrones medlemmer også medvirket på Satyricon-materiale – gruppens sanger m.m. Nocturno Culto var endda officielt medlem af Satyricon i en periode i 1996.
Efter at have udgivet flere black metal-album op gennem 90'erne ændrede Satyricon i 2002 musikalsk stil, da de udgav albummet Volcano. Albummet indeholdt langsommere og mere rocket musik end tidligere og skaffede bandet international succes samtidig med, at det mødte hård kritik fra bandets gamle fans. Efterfølgende album har fulgt samme musikalske stil som Volcano, og Satyricon har udviklet sig til at være et af de mest populære af de oprindelige norske black metal-bands og har været medvirkende til en betragtelig stigning i antallet af udlændinge, som vil lære norsk.

## Biografi

### Dannelse og demoer
I 1990 dannede bassisten Vegard "Wargod" Tønsberg Bakke og trommeslageren Carl-Michael "Exhurtum" Eide bandet Eczema (engelsk for "eksem"). Kort tid efter kom Sigurd "Satyr" Wongraven og Håvard "Lemarchand" Jørgensen med i bandet som henholdsvis sanger og guitarist. Senere skiftede bandet navn til Satyricon, opkaldt efter den antikke romerske roman af samme navn, og i 1992 udgav de deres første demo – demoen havde oprindeligt ingen titel, men er efterfølgende blevet døbt "All Evil-demoen" efter det første spor på den.
Efter udgivelsen af All Evil forsvandt både Wargod og Exhurtum fra bandet – Exhurtum blev smidt ud af bandet, angiveligt fordi han "ikke lignede en black metaller", mens Wargod forlod hele black metal-scenen for i stedet at blive FN-soldat. Tilbage var nu Satyr og Lemarchand, og de valgte nu at hyre trommeslageren Kjetil-Vidar "Frost" Haraldstad som sessionsmusiker. Sammen med ham indspillede bandet deres anden demo, The Forest Is My Throne, som de udgav i 1993. Efter de to demoer forlod Lemarchand bandet for i stedet at gå med i bandet Ulver, som på det tidspunkt skulle til at udgive deres første demo. Efter Lemarchands udgang fra bandet overtog Satyr rollerne som både bassist, guitarist og keyboardspiller i bandet, mens Frost fortsatte som trommeslager – nu som fuldgyldigt medlem af bandet.

### Dark Medieval Times
Begge bandets demoer havde solgt overraskende godt, og Satyricon kunne nu skrive kontrakt med No Fashion Records, som tilbød at udgive deres debutalbum. Halvvejs inde i indspilningerne kom No Fashion dog i økonomiske vanskeligheder og bakkede ud af kontrakten. Satyr og Frost var derfor nødsaget til at tage private lån for at kunne få færdiggjort albummet.
Bandet gik nu i gang med at søge efter interesserede pladeselskaber og stødte ved et tilfælde på Tatra Productions, som tilbød at skrive kontrakt med bandet. Da Tatra ikke var et black metal-orienteret pladeselskab blev det besluttet at udgive Satyricons materiale gennem et underselskab, som blev døbt Moonfog Productions. Gennem Moonfog udgav Satyricon i september samme år deres debutalbum, Dark Medieval Times.
Albummet, som blev udgivet mens medieeksponeringen af black metal-miljøet var på sit højeste, blev meget positivt modtaget i miljøet, omend det forblev ukendt for størstedelen af omverdenen, og er blevet hyldet som et "essentielt" album inden for den norske black metal. Da bandet havde brugt egne økonomiske ressourcer på indspilningen var produktionen af albummet dårlig, og det førte til kritik fra flere sider. Det skilte sig ud fra almindelig black metal ved at indarbejde akustisk guitar og fløjte i musikken – noget meget usædvanligt for black metal – i et forsøg på at skabe en middelalderlig atmosfære, og bandet har selv udtalt, at det tog black metal-miljøet med storm.
Albummets omslag indeholder i øvrigt et billede fra den norske kunstner Theodor Kittelsen – hvis illustrationer Varg Vikernes' Burzum også gjorde meget brug af.

### The Shadowthrone
Satyricon fortsatte i samme spor som Dark Medieval Times, og i maj året efter gik bandet igen i studiet for at indspille deres andet album. De efterfølgende tre måneder blev brugt på at mikse albummet, og det blev udgivet i september 1994 med titlen The Shadowthrone.
Albummet blev ligesom sin forgænger positivt modtaget i black metal-miljøet og blev et mindre gennembrud for bandet. På The Shadowthrone var der skruet lidt ned for den middelalderlige atmosfære fra debutalbummet, og der blev blandt andet i stedet gjort mere brug af synthesizer – noget som f.eks. kan høres på albummets sidste spor, "I en Svart Kiste", som udelukkende består af synth spillet af Satyr. Ved indspilningen gjorde bandet for anden gang også brug af en sessionsmusiker, Steinar Sverd "S.S." Johnsen som keyboardspiller, og bandet fik tilføjet et nyt medlem; Emperor-guitaristen Samoth, der spillede bas på albummet. Han forlod dog bandet igen før udgivelsen af deres næste album.
Som følge af debutalbummets relativt store succes havde bandet nu alle de midler, de skulle bruge, og albummets produktion var derfor væsentligt bedre end dets forgængers.
Senere, i 1995, blev Satyricons anden demo, The Forest Is My Throne, efter pres fra bandets fans, genudgivet – denne gang som et splitalbum med Enslaved og med titlen The Forest Is My Throne / Yggdrasil. På trods af at materialet er identisk med det fra den oprindelige demo står Lemarchand ikke nævnt noget sted på udgivelsen.

### Nemesis Divinaog kommerciel succes
I januar 1996 gik bandet endnu engang i studiet og brugte to måneder på at indspille deres næste album. Den korte tid i studiet skyldtes, at alt materiale var skrevet i forvejen og stammede fra perioden 1993-1995. Albummet, hvorpå Darkthrone-vokalisten, -guitaristen og -bassisten Ted "Nocturno Culto" Skjellum medvirkede under navnet "Kvedulv", blev udgivet 22. april 1996 som Nemesis Divina.
På albummet er brugen af keyboard nedtonet voldsomt i forhold til tidligere, og albummet er blevet beskrevet, som at det "kun handler om guitar og trommer".
Nemesis Divina blev bandets første store kommercielle succes og solgte over 100.000 eksemplarer alene i 1996. Anmeldermæssigt blev det også mødt med stor ros. Allmusic skrev, at "Nemesis Divina sikrer Satyricon en plads i heavy metal-historiebøgerne", og at albummet var "indbegrebet af black metal". Dog er Satyrs vokal på albummet blevet kritiseret.
Albummet indeholdt blandt andet sangen "Mother North", som gik hen og blev "et af 90'ernes største black metal-hits". Satyricon indspillede og udgav samme år en musikvideo til sangen, som et af de første norske black metal-bands (Burzum udgav videoen Dunkelheit samme år).
Bandet fulgte successen op med deres første Europa-turné, sammen med black metal-bandet Gorgoroth og det svenske melodisk black metal-band Dissection.

### Første mainstream-interesse ogRebel Extravaganza
Som følge af at bandet nu også turnerede (med hyrede gæstemusikere til at udfylde rollerne som guitarist, bassist og keyboardspiller), blev der længere mellem Satyricons studiealbum, og det næste blev derfor først udgivet i 1999. Forinden havde bandet dog udgivet de to ep'er Megiddo (1997) og Intermezzo II (1999) såvel som et samler-bokssæt bestående af deres tre første album som billed-lp'er, udgivet i kun 1.000 eksemplarer. På ep'en Intermezzo II spillede Vegard Blomberg synthesizer på to af numrene. Satyricon skrev også en verdensomspændende kontrakt med Nuclear Blast Records (eksklusiv Skandinavien som stadig var dækket af Moonfog Productions) og medvirkede på Darkthrone-hyldestalbummet Darkthrone Holy Darkthrone med sangen "Kathaarian Life Code" samt på Bathory-hyldestalbummet In Conspiracy With Satan med sangen "Born for Burning".
Senere samme år (1999) udgav bandet så endelig deres fjerde album, Rebel Extravaganza. På albummet var der i forhold til tidligere gjort stort brug af gæstemusikere, og i miljøet kendte personligheder som Fenriz (Darkthrone), Snorre Westvold Ruch (Thorns), Anders Odden (Apoptygma Berzerk) og Daniel "Død" Olaisen (Blood Red Throne) hjalp alle til med albummet.
Det blev det første Satyricon-album som fik en blandet modtagelse – Allmusic skrev f.eks., at "Rebel Extravaganza er lytbar, bare ikke vindende nok for ikke-hardcore fans" og beklagede sig også over, at nogle sange var for lange. Musikalsk ændrede bandet også stil hen mod en mere industrial, og sågar en rock and roll-inspireret, lyd i nogle passager.
Satyricon fulgte udgivelsen op med flere koncerter, blandt andet på flere festivaler, og for første gang begyndte flere mainstream-medier nu også at fatte interesse for bandet – deriblandt musikmagasinet NME, som gav Rebel Extravaganza en rosende anmeldelse. Albummet blev tilmed det første Satyricon-album til at nå en plads på den norske hitliste, hvor det lå i to uger – dets højeste placering var nr. 32, og i Finland nåede albummet endda en placering som nr. 27.
I den følgende tid turnerede Satyricon meget – nu som hovednavn på flere turnéer i Nordamerika og Norge, såvel som i resten af Europa. I april og maj 2000 var bandet sågar på turne med det kendte groove metal-band Pantera og blev dermed det første black metal-band til at turnere med et band, som havde solgt flere album til platin – ikke så meget fordi de to bands havde noget til fælles musikalsk, som fordi Panteras forsanger Phil Anselmo var stor fan af black metal og Satyricon. Modtagelsen blandt publikum var dog blandet.
Det følgende år udgav bandet videoen Roadkill Extravaganza, som indeholdt videomateriale fra bandets mange turnéer samt diverse ekstramateriale. De påbegyndte samtidig arbejdet på det næste album.
Året efter, i juni 2002, udgav Satyricon deres første opsamlingsalbum (hvis man ser bort fra det sjældne bokssæt fra 1998 indeholdende bandets tre første album som billed-lp'er). Opsamlingsalbummet fik titlen Ten Horns – Ten Diadems og indeholdt materiale fra alle fire album – noget af materialet fra de to første album var sågar blevet remastered for at kompensere for de oprindelige versioners dårlige produktionskvalitet. Udgivelsen af opsamlingsalbummet blev fulgt af yderligere turneren, blandt andet på flere festivaler.

### Gennembrud og mainstream-succes
Samme efterår udgav bandet deres femte studiealbum, Volcano. Musikalsk var albummet radikalt anderledes end alle deres hidtidige udgivelser og indeholdt langsommere og mere rockpræget musik end det var set tidligere. Mens den nye musikstil skabte vrede blandt bandets gamle fans, som beskyldte dem for at være sell-outs, blev albummet Satyricons kommercielt største succes, og albummet lå blandt andet tre uger på den norske hitliste, en af ugerne som nr. 4, og er det til dato mest solgte black metal-album i Norge. Volcano vandt også flere priser, deriblandt en Grammy for "Bedste metalalbum", to Alarmpriser – en for Årets sang (hård rock-sangen "Fuel for Hatred") og en for "Årets metalalbum" – samt en Oslo-pris for "Bedste album".
Oven på den enorme succes med Volcano turnerede Satyricon nu endnu mere intensivt, hovedsageligt i Europa og i særdeleshed i Skandinavien, hvor de blandt andet optrådte på Roskilde Festival 2002, men senere også i Nordamerika – for første gang siden 2000. Turnéerne i Nordamerika blev dog uden bandets faste trommeslaget Frost. Han blev nægtet indrejsevisum, da han ikke havde oplyst, at han i 1990'erne var blevet arresteret for at være med i et barslagsmål. I stedet brugte Satyricon Slipknots trommeslager Joey Jordison som substitut. Deres Nordamerika-turne i 2004 blev dog yderligere kompliceret og i sidste ende aflyst, da to af bandets live-guitarister blev arresteret og anklaget for at have bedøvet og voldtaget en kvinde i bandets turnébus efter en koncert i Toronto. De blev dog begge løsladt mod en samlet kaution på 50.000 canadiske dollar. Senere sagsøgte Satyr den norske formiddagsavis Verdens Gang for at have bragt billeder af ham sammen med omtale af sagen, selvom han intet havde med forbrydelsen at gøre. Søgsmålet blev afvist af tingsretten efter Satyr ellers i første omgang havde fået medhold af forligsrådet.

### Now, DiabolicalogThe Age of Nero
Satyricons næste studiealbum, Now, Diabolical, blev udgivet i 2006. Forinden havde bandet udsendt sine to første singler, "The Pentagram Burns" og "K.I.N.G.". Sidstnævnte single opnåede en 7.-plads på singlehitlisten i Norge. Albummet er blevet betegnet som "den logiske fortsættelse af Volcano", omend der lægges større vægt på simplicitet. Allmusic skrev blandt andet, at "Selvom Satyricons sjæle muligvis stadig tilhører Satan, tilhører deres hjerter tilsyneladende Kiss" og konkluderede, at "der er nok omvendt musikalsk kætteri til at sende den gennemsnitlige black metal-klassicist tilbage til sin kiste i en fart".
Ligesom sin forgænger solgte Now, Diabolical ekstraordinært godt, og albummet nåede højere hitlisteplaceringer end sin forgænger. Således blev det nr. 2 i Norge, nr. 28 i Finland og, som noget nyt, nr. 47 i Sverige. I den efterfølgende periode turnerede bandet yderligere og var blandt andet i Danmark hvor de optrådte på The Rock i København 25. november 2006 samt hovednavn på Inferno Metal Festival i Oslo for første gang i marts 2008.
Det seneste album, The Age of Nero, blev udgivet i slutningen af 2008. Forinden havde bandet udgivet en single ("Black Crow on a Tombstone") og en ep (My Skin is Cold) med materiale fra albummet. Albummet fulgte samme spor som sin forgænger, men blev af Allmusic alligevel beskrevet som "dristigt, overraskende, opfindsomt og kontroversielt". Det nåede en femteplads på hitlisten i Norge, 26.-plads i Sverige, 30.-plads i Finland (det første Satyricon-album som solgte bedre i Sverige end i Finland) og blev det første Satyricon-album til at opnå en placering på den franske hitliste, hvor det blev nr. 136. Gruppen modtog også en Danish Metal Award for "Best International album" for The Age of Nero, som frontmand Satyr personligt modtog.
I kølvandet på udgivelsen af The Age of Nero tog bandet på flere turnéer for at promovere albummet og spillede i den forbindelse blandt andet igen på The Rock 15. april 2009. Senere samme år optrådte de på Roskilde Festival 2009 i teltet Arena.

## Musikalsk stil
Satyricon er kendt for musikalsk at have udviklet sig meget fra den ene udgivelse til den næste. Bandets vokalist/guitarist/bassist/keyboardspiller, Satyr, har været bandets eneste sangskriver siden deres anden demo, The Forest Is My Throne, og er eneansvarlig for den musikalske retning, bandet har taget. Duoens anden halvdel, trommeslager Frost, har selv understreget, at hans rolle i bandet udelukkende er som trommeslager og har udtalt, at "Satyricon er streng disciplin" for ham.
Bandet har gennem årene bevæget sig i flere forskellige retninger inden for black metal, fra tidlig middelalderinspireret traditionel black metal (døbt "medieval metal", middelaldermetal) over meget riff-baseret og teknisk avanceret black metal til nyere, mere simpel, rock-baseret og mainstream-appellerende metal.
Deres tidligste album indeholdt mange egenskaber fra 'traditionel' black metal ligesom udgivelser af de andre bands fra den norske bølge, som Satyricon var en del af: Deriblandt den typiske black metal-vokal og den generelle underproduktion – omend sidstnævnte blot skyldtes bandets finansielle problemer, og ikke nødvendigvis var tilsigtet. Debutalbummet, The Shadowthrone, og bandets anden demo skilte sig dog ud fra andre black metal-udgivelser ved deres brug af fløjte og akustisk guitar i et forsøg på at skabe en "middelalderlig stemning" – en tendens som Satyr senere udforskede nærmere i sit eget sideprojekt Wongraven, navngivet efter hans eget efternavn, hvor han spillede akustisk og ambient folkemusik.
Satyricon blev hyldet for Nemesis Divina i 1996, som med sin klare produktion og blanding af ekstrem hastighed og avancerede sangstrukturer skabte et "storartet mesterværk", som stadig i dag af nogle betragtes som bandets højdepunkt. Selvom bandet stadig brugte synthesizere i deres musik, var Nemesis Divina i langt højere grad musikalsk centreret omkring guitarriffs og trommer. Denne tendens fortsatte på bandets næste udgivelser, og brugen af synthesizer blev udfaset.
Albummet Volcano markerede tydeligere end nogen anden udgivelse en musikalsk skillelinje for bandet. Lyden på albummet var sammenlignet med sine forgængere langt mere rockbaseret og appellerede i en hidtil uset grad til mainstream-metalkulturen. Efterfølgende album har på samme måde distanceret sig mere og mere fra bandets black metal-rødder, og albummet Now, Diabolical er sågar blevet kaldt "på grænsen til pop/rock". Det nyeste album, The Age of Nero, er dog blevet beskrevet som en delvis tilbagevenden til black metal-musikken. Beat Magazine skrev: "Hvor Now, Diabolical ligger på grænsen til pop/rock, vender den mindre forudsigelige The Age of Nero tilbage til ekstremmetal-arenaen. Med de kolde, modbydelige tekster om krig og død er det en mere abstrakt fortolkning af black metal end genren oftest forbindes med."

## Medlemmer
Satyricon blev oprindeligt stiftet af bassisten Vegard Tønsberg Bakke og trommeslageren Carl-Michael Eide. Sigurd Wongraven og Håvard Jørgensen kom begge med i bandet kort efter dannelsen, men allerede efter indspilningen af en enkelt demo forlod de to stiftere bandet – Eide ville senere blive trommeslager for Ulver og guitarist for flere andre bands, mens Blomberg sluttede som musiker og blev FN-soldat.
Wongraven og Jørgensen hyrede nu trommeslageren Kjetil-Vidar Haraldstad som sessionsmusiker og indspillede deres næste demo, hvorefter Jørgensen også forlod bandet. Haraldstad blev herefter 'forfremmet' til fuldgyldigt medlem af bandet, og Satyricon har, med to undtagelser, været et tomandsband lige siden: I perioden 1993-1996 var Emperor-guitaristen Tomas Thormodsæter Haugen bassist i bandet og medvirkede blandt andet på deres andet album, The Shadowthrone, og senere i 1996 var Darkthrone-vokalisten Ted Skjellum guitarist på bandets tredje album Nemesis Divina.
- Satyr (Sigurd Wongraven) – Vokal, guitar, keyboard, bas (1990-)
- Frost (Kjetil-Vidar Haraldstad) – Trommer (1992-)

### Tidligere medlemmer
- Kveldulv (Ted Skjellum – også kendt som Nocturno Culto fra Darkthrone) – Guitar (1996)
- Lemarchand (Håvard Jørgensen) – Guitar (1990-1992)
- Samoth (Tomas Thormodsæter Haugen) – Bas (1993-1994)
- Wargod (Vegard Tønsberg Bakke) – Bas (1990-1992)
- Exhurtum (Carl-Michael Eide) – Trommer (1990-1992)

live medlemmer
- Steinar "Azarak" Gundersen – guitars (1999–present)
- Attila Vörös – guitars (2017–present)
- Anders "Neddo" Odden – bass (2009–present)
- Anders Hunstad - keyboards (2011–present)

Tidligere live medlemmer
- Dirk Verbeuren- Trommer (2014)
- Silmaeth – bass (2011-2012)
- Brice Leclercq – bass (2009-2011)
- Gildas Le Pape – guitars (2008-2013)
- Victor Brandt – bass (2008)
- Schoft – guitars (2007)
- Jonna Nikula – keyboards (2003-2011)
- Trym Torson – Trommer (2004)
- Joey Jordison – Trommer (2004)
- Ivar Bjørnson – keyboards (2003)
- Lars K. Norberg – bass (2002-2007)
- Arnt Ove "A.O Grønbech" Grønbech – guitars (2002-2007)
- Terje "Cyrus" Andersen – guitars (2000-2002)
- Kine Hult – keyboards (2000-2002)
- Jan Erik "Tyr" Tiwaz – bass (2000)
- Morten "Sanrabb" Furuly – guitars (1999)
- Terje Vik "Tchort" Shei – guitars (1997-1999)
- Daniel "Død" Olaisen – guitars (1996-1999)
- Richard "Daimon" Cabeza - bass (1997)
- Kenneth "Destroyer" Svartalv – bass (1996)

## Diskografi
| - 1994: Dark Medieval Times - 1994: The Shadowthrone - 1996: Nemesis Divina - 1999: Rebel Extravaganza - 2002: Volcano - 2006: Now, Diabolical - 2008: The Age of Nero - 2013: Satyricon - 2017: Deep Calleth Upon Deep - 2022: Satyricon & Munch - 1997: Megiddo - 1999: Intermezzo II - 2008: My Skin is Cold - 2006: "K.I.N.G." - 2006: "The Pentagram Burns" - 2008: "Black Crow on a Tombstone" | - 1995: The Forest Is My Throne / Yggdrassil - 1998: The Box Set (3 lp'er) - 2002: Ten Horns – Ten Diadems - 1992: All Evil - 1993: The Forest Is My Throne - 1996: Mother North - 2001: Roadkill Extravaganza - 2015: Satyricon - Live at the Opera - 1996: All Evil Baroeg-Rotterdam - 1997: All Evil - 1999: Live in Vienna - 2000: Protect the Wealth of the Elite, New York - 2002: Live at Klubben, Stockholm - 2002: Live in Roskilde, Denmark |